# Tamarix mongolica
Tamarix mongolica är en tamariskväxtart som beskrevs av Franz Josef Niedenzu. Tamarix mongolica ingår i släktet tamarisker, och familjen tamariskväxter. Inga underarter finns listade.